# 二渡港
二渡港（印尼語：Karimunting；客家語：Nyi-thu-kong）是印度尼西亞西加里曼丹省孟加影縣雙溪拉雅群島鎮下轄的一個村，位於該鎮北部，為雙溪拉雅群島鎮的政府所在地，南接載下村，西臨卡里馬達海峽，北與山口洋市南山口洋區亞答港村接壤，東與山口洋市南山口洋區邦米朗村相鄰。二渡港範圍包括幾個傳統地域例如：大灣肚、榕樹子、竹頭𡎜。